# Monument funéraire de Marguerite-Joséphine Jacquot
Le monument funéraire de Marguerite-Joséphine Jacquot est un monument historique situé dans le cimetière de Ronquerolles, dans le département français du Val-d'Oise.
Le tombeau abrite Marguerite-Joséphine Jacquot, morte en 1931 et dont la famille est ronquerollaise.

## Historique
Le monument funéraire, particulièrement imposant, est comparable à un petit temple antique abritant au centre une statue en bronze « L'Espérance », figure féminine drapée à l'antique. La même statue en bronze, offerte par la SNECMA en 2004, est installée dans le square Carlo Sarrabezolles dans le 15e arrondissement de Paris.
Ce tombeau aurait été offert par une tête couronnée européenne en hommage à la défunte, selon toute vraisemblance par son amant, le duc de Valençay.
La réalisation a été appuyée par Félix Martin-Sabon, qui fut maire du village de 1890 à 1896 et qui était en lien avec les milieux artistiques parisiens. Le projet a été réalisé par le sculpteur Carlo Sarrabezolles .
L'édifice fait l'objet d'une inscription au titre des monuments historiques depuis le 14 octobre 2020,.